# Albo d'oro del campionato armeno di calcio
La pagina elenca le squadre vincitrici del massimo livello del campionato armeno di calcio, istituito per la prima volta nel 1992 dopo la dissoluzione dell'Unione Sovietica.

## Albo d'oro
| Anno            | Vincitore          | Secondo posto  | Terzo posto    | Capocannoniere                                                           | Note                                                         |
| --------------- | ------------------ | -------------- | -------------- | ------------------------------------------------------------------------ | ------------------------------------------------------------ |
| 1992 (1ª)       | Širak (1)          | Kilikia (1)    | Banants        | Vahe Yaġmowryan, Ararat 38 gol)                                          | Titolo assegnato ad entrambe                                 |
| 1993 (2ª)       | Ararat (1)         | Širak          | Banants        | Andranik Hovsep'yan (Banants) e Geġam Hovhannisyan (Homenetmen) (26 gol) |                                                              |
| 1994 (3ª)       | Širak (2)          | Kilikia        | Ararat         | Arsen Avetisyan (Homenetmen, 39 gol)                                     |                                                              |
| 1995 (4ª)       | Širak              | Ararat         |                | Arsen Avetisyan (Homenetmen, 12 gol)                                     | Campionato suddiviso in due gironi, nessun titolo assegnato. |
| 1995-1996 (5ª)  | P'yownik (1)       | Širak          | Erevan         | Ara Adamyan (Shirak Giumri, 28 gol)                                      |                                                              |
| 1996-1997 (6ª)  | P'yownik (2)       | Ararat         | Erevan         | Arsen Avetisyan (Pyunik, 24 gol)                                         |                                                              |
| 1997 (7ª)       | Erevan (1)         | Širak          | Erebuni        | Arthur Petrosyan (Shirak Giumri, 18 gol)                                 |                                                              |
| 1998 (8ª)       | Tsement Ararat (1) | Širak          | Erevan         | Ara Hakobyan (Dvin, 20 gol)                                              |                                                              |
| 1999 (9ª)       | Širak (3)          | Ararat         | Tsement Ararat | Širak Saṙikyan (Tsement, 21 gol)                                         |                                                              |
| 2000 (10ª)      | Araks Ararat (2)   | Ararat         | Širak          | Ara Hakobyan (Araks, 21 gol)                                             |                                                              |
| 2001 (11ª)      | P'yownik (3)       | Zvart'noc'     | Spartak Erevan | Arman Karamyan (Pyunik, 21 gol)                                          |                                                              |
| 2002 (12ª)      | P'yownik (4)       | Širak          | Banants        | Arman Karamyan (Pyunik, 36 gol)                                          |                                                              |
| 2003 (13ª)      | P'yownik (5)       | Banants        | Širak          | Ara Hakobyan (Banants, 45 gol)                                           |                                                              |
| 2004 (14ª)      | P'yownik (6)       | Mika Ashtarak  | Banants        | Edgar Manucharyan (Pyunik) e Galust Petrosyan (Pyunik) (21 gol)          |                                                              |
| 2005 (15ª)      | P'yownik (7)       | Mika Ashtarak  | Banants        | Nšan Ērzrowmyan (Kilikia, 18 gol)                                        |                                                              |
| 2006 (16ª)      | P'yownik (8)       | Banants        | Mika Ashtarak  | Aram Hakobyan (Banants, 26 gol)                                          |                                                              |
| 2007 (17ª)      | P'yownik (9)       | Banants        | Mika Erevan    | Marcos Pizzelli (Ararat, 22 gol)                                         |                                                              |
| 2008 (18ª)      | P'yownik (10)      | Ararat         | Ganjasar       | Marcos Pizzelli (Ararat, 17 gol)                                         | Titolo assegnato dopo spareggio: Pyunik-Ararat 2-1.          |
| 2009 (19ª)      | P'yownik (11)      | Mika Erevan    | Ulisses        | Art'owr K'očaryan (Ulisses, 15 gol)                                      |                                                              |
| 2010 (20ª)      | P'yownik (12)      | Banants        | Ulisses        | Marcos Pizzelli (Pyunik) e Gevorg Ghazaryan (Pyunik) (16 gol)            |                                                              |
| 2011 (21ª)      | Ulisses (1)        | Ganjasar       | P'yownik       | Bruno Correa (Banants, 16 gol)                                           |                                                              |
| 2012-2013 (22ª) | Širak (4)          | Mika Erevan    | Ganjasar       | Norayr Gyozalyan (Impuls, 22 gol)                                        |                                                              |
| 2013-2014 (23ª) | Banants (1)        | Širak          | Mika Erevan    | Mihran Manasyan (Alaškert, 17 gol)                                       |                                                              |
| 2014-2015 (24ª) | P'yownik (13)      | Ulisses        | Širak          | Jean-Jacques Bougouhi (Shirak Giumri) e César Romero (Pyunik) (21 gol)   |                                                              |
| 2015-2016 (25ª) | Alaškert (1)       | Širak          | P'yownik       | Héber (Alaškert) e Mihran Manasyan (Alaškert) (16 gol)                   |                                                              |
| 2016-2017 (26ª) | Alaškert (2)       | Ganjasar       | Širak          | Artak Edigaryan (Alaškert) e Mihran Manasyan (Alaškert) (13 gol)         |                                                              |
| 2017-2018 (27ª) | Alaškert (3)       | Banants        | Ganjasar       | Artak Edigaryan (Alaškert, 13 gol)                                       |                                                              |
| 2018-2019 (28ª) | Ararat-Armenia (1) | P'yownik       | Banants        | Jonel Désiré (Lori, 15 gol)                                              |                                                              |
| 2019-2020 (29ª) | Ararat-Armenia (2) | Noah           | Alaškert       | Mory Koné (Širak, 23 gol)                                                |                                                              |
| 2020-2021 (30ª) | Alaškert (4)       | Noah           | Urartu         | Yusuf Otubanjo (Ararat-Armenia, 10 goal)                                 |                                                              |
| 2021-2022 (31ª) | P'yownik (14)      | Ararat-Armenia | Alaškert       | Serges Deblé (Ararat 13 goal e P'yownik 9 goal: totale 22 goal)          |                                                              |
| 2022-2023 (32ª) | Urartu (2)         | P'yownik       | Ararat-Armenia | Luka Juričić (P'yownik 17 goal) e Yusuf Otubanjo (P'yownik, 17 goal)     |                                                              |

## Statistiche

### Titoli per squadre
| Club                           | Vittorie | Secondo | Stagioni                                                                           |
| ------------------------------ | -------- | ------- | ---------------------------------------------------------------------------------- |
| P'yownik                       | 14       | 2       | 1996, 1997, 2001, 2002, 2003, 2004, 2005, 2006, 2007, 2008, 2009, 2010, 2015, 2022 |
| Širak                          | 5        | 8       | 1992, 1994, 1995, 1999, 2013                                                       |
| Alaškert                       | 4        | –       | 2016, 2017, 2018, 2021                                                             |
| Urartu ( Banants)              | 2        | 6       | 2014, 2023                                                                         |
| Ararat                         | 2        | 4       | 1993, 1995                                                                         |
| Ararat-Armenia                 | 2        | 1       | 2019, 2020                                                                         |
| Araks Ararat ( Tsement Ararat) | 2        | –       | 1998, 2000                                                                         |
| Kilikia (Homenetmen/FC Pyunik) | 1        | 1       | 1992                                                                               |
| Ulisses                        | 1        | 1       | 2011                                                                               |
| Erevan                         | 1        | –       | 1997                                                                               |
| Mika Erevan ( Mika Ashtarak)   | –        | 4       | —                                                                                  |
| Ganjasar                       | –        | 2       | —                                                                                  |
| Noah                           | –        | 2       | —                                                                                  |
| Zvart'noc'                     | –        | 1       | —                                                                                  |

### Titoli per città
| Città  | Titoli | Squadre vincenti                                                                                              |
| ------ | ------ | --- |
| Erevan | 21     | P'yownik (14), Alaškert (4), Ararat (2), Ararat-Armenia (2), Urartu (2), Ulisses (1), Erevan (1), Kilikia (1) |
| Gyumri | 5      | Širak (5) |
| Ararat | 2      | Araks Ararat (2)                                                                                              |